# Steen van Calcutta
De steen van Calcutta is een inscriptie uit het jaar 1041, bewaard in het museum van oudheden te Calcutta, maar afkomstig van de berg Penanggungan ten zuiden van Surabaya. De steen draagt twee inscripties, één in het Oud-Javaans en één in het Sanskriet.
Het betreft een stuk geschiedschrijving ter motivering van een met geweld afgedwongen troonsbestijging. De Oud-Javaanse tekst vertelt hoe de Balische prins Airlangga op 16-jarige leeftijd de val van de kraton van zijn schoonvader, koning Dharmavangca Teguh, meemaakte, die plaats had in 1016. Omdat hij 'gelijk een aardse verschijningsvorm van Vishnu' was – aldus de inscriptie – werd hij door de goden behoed.
Hij verbleef een tijdlang bij monniken, maar was door de goden voorbestemd om de koninklijke status van zijn voorouders deelachtig te worden. Na een bezoek aan het graf van zijn schoonvader richtte hij een halu op als heiligdom en werd hij in 1019 tot koning gewijd met als troonnaam: Rakai Halu Śrī Lokéśvara Dharma vangca Airlangga Anantavikramottunggadéva.
Hierna werd een aantal jaren oorlog gevoerd om alle tegenstanders te verslaan. Na afloop hiervan stichtte Airlangga in 1041 de heilige kluizenarij te Pucangan als linggaheiligdom voor zijn nazaten en tot heil van de Javaanse wereld.
In de inscriptie op de keerzijde van de steen staan de hoofdfeiten nogmaals vermeld in het Sanskriet.
1. ↑  De Calcutta-steen geeft zelf 1006, maar nader onderzoek van L.C. Damais heeft duidelijk gemaakt dat het 1016 moet zijn, zie Georges Coedès, The Indianized States of Southeast Asia, East-West Center Press (1968), p. 144 en p. 326, n. 93.
2. ↑  De Graaf, H.J. (1949). Geschiedenis van Indonesië. Uitgeverij W. van Hoeve, Den Haag e.a., p. 48-49.